# Sønderborg Bystation
Sønderborg Bystation var station på Mommark-banen (1933-62). Inden da var den hovedstation for Amtsbanerne på Als under navnet Sønderborg Amtsbanegård. Nu er den Sønderborgs rutebilstation.
Amtsbanerne åbnede for trafik 6. februar 1898, og fra Sønderborg gik banerne til Nordborg, Skovby og Mommark. Ved indvielsen af Kong Christian den X's Bro i 1930 fik amtsbanerne forbindelse med det jyske jernbanenet via havnebanen og broens jernbanespor.
Men det var stadig et problem, at amtsbanerne var smalsporede, så de blev nedlagt i 1933 og erstattet af den normalsporede Mommark-bane. Den fik endestation på Sønderborg H på Jyllands-siden, så amtsbanegården, der blev omdøbt til Sønderborg Bystation, mistede noget af sin betydning.

## Stationsbygningen
Opførelsen af den første amtsbanegård blev påbegyndt i juli 1897, og den blev altså indviet 7 måneder senere. Der opstod ret hurtigt pladsproblemer, og den blev udvidet i 1904 og igen i 1911. Så blev den revet ned allerede i 1913, og året efter kunne man indvie den nuværende bygning.
Amtsbanens spor fulgte banegårdens længderetning SSV-NNØ, men Mommarkbanen gik syd om stationen i øst-vestlig retning, fordi amtsbanens havnebane var nedlagt, og Mommarkbanen fik forbindelse med broen over Alssund ved at togene kørte langsomt gennem Jernbanegade.
54°54′38.57″N 9°47′37.97″Ø / 54.9107139°N 9.7938806°Ø